# Sky Valley
Sky Valley – miasto w Stanach Zjednoczonych, w stanie Georgia, w hrabstwie Rabun.